# Maia Reficco
Maia Reficco, ameriška pevka in igralka, * 14. julij 2000, Boston, Massachusetts, Združene države Amerike.

## Biografija
Reficco se je rodila v Bostonu, Massachusetts, pri šestih letih pa se je s svojo družino argentinskega porekla preselila v Buenos Aires v Argentina. Že od malih nog je kazala zanimanje za glasbo, petje in igranje kitare, klavirja, saksofona in ukulele. Njena mati Katie Viqueira je pevka in učiteljica petja ter direktorica lastnega centra za vokalno umetnost, njen oče Ezequiel Reficco pa je profesor na univerzi Los Andes v Bogota. Ima mlajšega brata Joaquína Reficca Viqueira, ki je prav tako pevec. Reficco se je z akrobacijami ukvarjal 11 let. Pri 15 letih je odpotovala v Los Angeles in živela pri Claudii Brant, kjer je imela priložnost študirati petje z Ericom Vetrom, vokalnim trenerjem za umetnike, kot so Ariana Grande, Camila Cabello in Shawn Mendes. Udeležila se je tudi pettedenskega programa na Berklee College of Music v Bostonu, v katerem je bila odlična in si prislužila štipendijo.

## Filmografija

### Televizija
| Leto      | Naslov                                   | Vloga        |
| --------- | ---------------------------------------- | ------------ |
| 2017–2019 | Kally's Mashup                           | Kally Ponce  |
| 2019      | Club 57                                  | Kally Ponce  |
| 2021      | Kally's Mashup ¡Un cumpleaños muy Kally! | Kally Ponce  |
| 2022–2024 | Pretty Little Liars: Original Sin        | Noa Olivar   |
| 2022      | Do Revenge                               | Montana Ruiz |

## Diskografija
- Tuya (2020)
- De ti (2021)
- Tanto calor (2021)
- Rápido y furioso (2022)